# Andrea Cambi
Andrea Cambi (Firenze, 10 gennaio 1962 – Firenze, 21 febbraio 2009) è stato un comico e attore italiano.

## Biografia
Ha fatto numerose tournée, da solo o in collaborazione con vari comici, tra cui Giorgio Panariello, Leonardo Pieraccioni e Carlo Conti, con cui ha preso parte alla trasmissione Vernice fresca, poi diventata Aria fresca e trasmessa su Canale 10, Videomusic e Telemontecarlo. Come stand-up comico ha impersonato vari personaggi: il barista Normans, CB Bombolino e la nana della viacard, Alfius, Wess e Schultz, il samurai, l'anonimo e il narratore di favole. È stato inoltre attore in vari film comici.
Le sue apparizioni più importanti sono state nei film La cena di Ettore Scola, Andata e ritorno di Alessandro Paci e Bagnomaria di Giorgio Panariello, con cui aveva già lavorato in passato in alcune tournée. Nel 1992, assieme a Carlo Monni, aveva inaugurato la prima stagione del Teatro Puccini di Firenze. L'ultimo spettacolo teatrale a cui ha preso parte è stato Ostaggi, ovvero i tre dell'Ave Maria in mano al lupocattivo con Carlo Monni e Andrea Kaemmerle. Con questo spettacolo Andrea Cambi è andato in scena per l'ultima volta il 3 gennaio 2009.
È morto a 47 anni a causa di un tumore.

## Filmografia
- Caino e Caino, regia di Alessandro Benvenuti (1993)
- I volontari, regia di Domenico Costanzo (1998)
- La seconda moglie regia di Ugo Chiti (1998)
- La cena, regia di Ettore Scola (1998)
- Bagnomaria, regia di Giorgio Panariello (1999)
- E adesso sesso, regia di Carlo Vanzina (2001)
- Quore, regia di Federica Pontremoli (2002)
- Non sono io, regia di Gabriele Iacovone (2003)
- Andata e ritorno, regia di Alessandro Paci (2003)
- N (Io e Napoleone), regia di Paolo Virzì (2006)
- Dal paradiso, regia di Giovanni Cioni - cortometraggio (2006)
- Il traditore, regia Michelangelo Ricci (2006)
- Il pugno di Gesù, regia di Stefan Jager (2007)

## Teatro
- Me medesimo di Alessandro Benvenuti
- Nuda proprietà di M. Feliziani, regia di Massimiliano Civica
- Farsa, regia di Massimiliano Civica con Bobo Rondelli.
- In paradiso..., con G. Weber
- Ostaggi di A. Kaemmerle, con Carlo Monni e A. Kaemmerle
- Barlume di G. Clemente
- Barlume 2 di G. Clemente
- Poesie di fuoco di Michelangelo Ricci